# Emily (The X-Files)
«Emily» es el séptimo episodio de la quinta temporada de la serie de televisión estadounidense de ciencia ficción The X-Files. Fue escrito por Vince Gilligan, John Shiban y Frank Spotnitz y dirigido por Kim Manners. El episodio explora la mitología general de la serie. El episodio se estrenó en los Estados Unidos el 14 de diciembre de 1997, en la cadena Fox, obteniendo una calificación Nielsen de 12,4 y siendo visto por 20,94 millones de personas en su emisión inicial. Recibió críticas mixtas de los críticos de televisión.
El programa se centra en los agentes especiales del FBI Fox Mulder (David Duchovny) y Dana Scully (Gillian Anderson) que trabajan en casos relacionados con lo paranormal, llamados expedientes X. Mulder cree en lo paranormal, mientras que la escéptica Scully ha sido asignada para desacreditar su trabajo. En este episodio, Scully lucha para proteger la vida de su hija, mientras Mulder descubre sus verdaderos orígenes. Finalmente se descubre que Emily fue creada durante la abducción de Scully. Emily sufre de una infección tumoral y posteriormente muere.
«Emily» es la segunda de una historia de dos partes que comenzó con el episodio anterior, «Christmas Carol». La joven actriz que originalmente interpretó a Emily estaba aterrorizada por el ambiente hospitalario en «Emily», y como resultado, los productores tuvieron que reformular el papel y volver a filmar todas las imágenes en las que aparecía ella. La filmación del episodio también se interrumpió cuando manifestantes enojados protestaron en uno de los sitios de filmación del programa.

## Argumento
En una secuencia de ensueño, Dana Scully (Gillian Anderson) camina por un desierto y recoge un collar con una cruz de oro del suelo.
Continuando con el episodio anterior, el agente Fox Mulder (David Duchovny) llega al Centro Infantil del Condado de San Diego, donde Scully le presenta a Emily. Mulder le dice a Scully que la madre sustituta de Emily se llama Anna Fugazzi, pero que fugazzi significa falso en la jerga y que no hay registros verdaderos de cómo llegó Emily al mundo.
Mulder es entrevistado por un juez sobre la adopción de Emily por parte de Scully. Mulder explica que Emily fue concebida a partir de los óvulos de Scully, que le fueron arrebatados durante su abducción; el juez es escéptico. Más tarde, Scully y Mulder descubren que Emily tiene fiebre y descubren un quiste verde en la parte posterior de su cuello. En un hospital, una enfermera perfora el quiste con una aguja y sale un líquido verde de la herida. La enfermera se derrumba por la exposición al líquido, pero Emily no parece afectada. Mulder cree que Emily tiene la misma química corporal que han visto antes con híbridos extraterrestre-humanos.
En Prangen Pharmaceuticals, Mulder intenta que el Dr. Calderon, el médico de Emily, le conceda acceso a los registros médicos de Emily; Calderón se niega. Mulder lo golpea y lo amenaza con un arma. Calderón sale apresuradamente del edificio; Mulder lo sigue, subrepticiamente. Scully tiene pruebas de imágenes realizadas en Emily.
Calderón va a una casa grande para ver a los dos hombres de traje oscuro, uno de los cuales lo mata apuñalándolo en la nuca con un estilete extraterrestre. La herida de Calderón sangra el mismo líquido verde. Ambos hombres luego se transforman en parecidos a Calderón. Mulder sigue a uno de los dobles cuando sale de la casa. Los resultados de las pruebas de Emily muestran que sufre de una neoplasia de rápido crecimiento en su sistema nervioso central. El segundo parecido a Calderón le inyecta a Emily una sustancia verde oscuro desconocida y luego escapa cambiando su apariencia nuevamente. Scully cree que Calderón continúa con los tratamientos y que los Sims fueron asesinados porque estaban tratando de detenerlo. Mulder regresa a la casa grande, que resulta ser un asilo de ancianos. Allí, se topa con la verdadera Anna Fugazzi, una anciana inocente.
El médico del hospital le dice a Scully que Emily está empeorando. Una mujer de la agencia de adopción quiere evitar que Scully tome decisiones por Emily. Mulder conecta los nombres de las mujeres en el hogar de ancianos con nacimientos recientes y descubre que el Dr. Calderon las estaba tratando. Emily reacciona mal cuando la colocan en una cámara de oxígeno hiperbárico. Mulder encuentra registros médicos con el nombre de Scully en el hogar de ancianos, junto con un feto vivo en una cámara refrigerada. Mulder encuentra a Calderon entrando poco después, y también llega el detective Kresge. Mulder y Kresge confrontan a Calderon, quien ataca a Kresge. A pesar de la advertencia de Mulder, Kresge le dispara a Calderon, cuyas heridas le hacen arrojar sangre verde que incapacita a Kresge. Mulder sale rápidamente del edificio para evitar ser afectado por la sangre. Calderon se transforma en Kresge, engaña a Mulder, y escapa.
Mulder regresa al hospital, donde Emily ha entrado en coma. Días después, Emily murió. Mulder visita a Scully en la capilla funeraria y le dice que Kresge se está recuperando y que todas las pruebas en el hogar de ancianos y Prangen se han ido. La única evidencia que queda es el cuerpo de Emily, pero los agentes encuentran bolsas de arena en su ataúd junto con el collar cruzado de Scully, que ella le había dado previamente a Emily.

## Producción
La joven actriz que originalmente había sido elegida para interpretar a Emily tenía una nosocomefobia severa, lo que obligó a los productores del programa a reformular el papel y volver a filmar todas las imágenes con Emily en el episodio anterior «Christmas Carol». El director Kim Manners recuerda: «Llamé a Bob Goodwin y le dije: “Estamos muertos en el agua, amigo. Esta pequeña actriz no está cooperando en absoluto”. Volvimos a interpretar ese papel y comenzamos de nuevo al día siguiente». El equipo de casting del programa finalmente la reemplazó con Lauren Diewold, quien había aparecido previamente en un episodio de Millennium.
El edificio utilizado para el hogar de ancianos en este episodio fue ocupado por ocupantes ilegales «unos días antes del rodaje» en protesta, ya que el edificio estaba programado para convertirse en un condominio de gran altura. Si bien estos ocupantes ilegales finalmente se fueron, los manifestantes contra la reurbanización pronto llegaron y comenzaron a hacer piquetes. Los productores de The X-Files no querían que los activistas supieran que estaban filmando, por lo que mantuvieron un «bajo perfil» eliminando cualquier información de su ropa que indicara que trabajaban en The X-Files. Aunque el equipo esperaba que los activistas se dispersaran por su cuenta, algunos todavía protestaban cuando comenzó la producción de este episodio, lo que provocó que la policía se involucrara.

## Recepción
«Emily» se estrenó en la cadena Fox el 14 de diciembre de 1997. Este episodio obtuvo una calificación Nielsen de 12,4, con una participación de 19, lo que significa que aproximadamente el 12,4 por ciento de todos los hogares equipados con televisión y el 19 por ciento de los hogares que ven televisión sintonizaron el episodio. Fue visto por 20,94 millones de espectadores.
El episodio recibió opiniones mixtas de los críticos de televisión; muchos fueron más críticos con este episodio que con «Christmas Carol». Emily VanDerWerff de The A.V. Club le dio al episodio una B y escribió que ella no «compró totalmente a “Emily” […] a pesar de que me gustan grandes porciones» del episodio. VanDerWerff escribió positivamente sobre «la mayoría de las escenas de Scully», señalando que Anderson «encontró algo de la cruda sensación de esperanza y pérdida» que requerían las tomas. Sin embargo, criticó la trama del episodio, argumentando que solo «sigue los movimientos» y «se trata de que todos se emocionan mucho por una niña que acabamos de conocer». Concluyó que «la historia de dos partes es más fuerte cuando se aferra a esta noción. Pero es más débil cuando se convierte en un episodio más de The X-Files».
Otras críticas fueron decididamente más mixtas a negativas. Robert Shearman y Lars Pearson, en su libro Wanting to Believe: A Critical Guide to The X-Files, Millennium & The Lone Gunmen, calificaron el episodio con tres estrellas de cinco. Los dos escribieron que «Mulder se pone al día con la tienda e inmediatamente todo esto se vuelve un poco más formulado». Los dos elogiaron el adelanto del episodio, refiriéndose a él como «prosa inmortal», pero fueron más críticos con la trama, argumentando que el episodio «parece demasiado pronto para ver aún más secuencias de personas de pie emocionadas mientras observan a los moribundos en el hospital», una referencia al arco anterior del programa que involucra el cáncer de Scully. Shearman y Pearson, sin embargo, felicitaron la actuación tanto de Diewold como de Anderson, y calificaron la escena final como «maravillosa». Paula Vitaris de Cinefantastique, por otro lado, le dio al episodio una crítica negativa y le otorgó una estrella de cuatro. Ella criticó fuertemente la caracterización del episodio, señalando que la secuencia de apertura del episodio era «ridícula» y sus revelaciones fueron «inesperadas». Vitaris razonó que, debido a que Scully había pasado tiempo con su madre, recordaba con cariño a su hermana y reconectó su fe en Dios en «Redux II», «este desarrollo simplemente no sigue». Vitaris también criticó las payasadas de Mulder, llamándolo «matón» por golpear a «un hombre desarmado y patearlo mientras está caído».